# فرودگاه جان اچ. بتن
فرودگاه جان اچ. بتن (به انگلیسی: John H. Batten Airport) یک فرودگاه همگانی بهره‌برداری هوایی با کد یاتا RAC است که یک باند فرود بتن دارد و طول باند آن ۱۹۹۸ متر است. این فرودگاه در شهر ریسین، ویسکانسین کشور ایالات متحده آمریکا قرار دارد و در ارتفاع ۲۰۵ متری از سطح دریا واقع شده‌است.